# Vices & Virtues
Vices & Virtues —en español: Vicios y virtudes— es el tercer álbum de estudio de la banda estadounidense Panic! at the Disco, lanzado el 22 de marzo de 2011 por Fueled by Ramen. Producido por Butch Walker y John Feldmann, el álbum marca el debut de la banda con solo dos integrantes, Brendon Urie (vocalista y multiinstrumentista) y Spencer Smith (baterista), esto debido a la partida del guitarrista principal, Ryan Ross, y el bajista Jon Walker, el 6 de julio de 2009. 
Si bien la salida de Walker y Ross dejó un agujero en el apartado de escritura y composición de Panic! at the Disco, la experiencia se convirtió en un catalizador para Urie, encontrando su propia voz y confianza para ocupar el puesto de escritor principal. La lírica del álbum fue descrita como «el estudio del comportamiento humano», llegando a temas como la manipulación y confusión. La creación de Vices & Virtues tardó más de dos años, eso los llevó a una nueva experimentación musical debido al largo tiempo en el estudio. 
Tras su lanzamiento, el álbum recibió críticas generalmente positivas. Los críticos alabaron la amplia variedad de estilos musicales en el álbum, mientras que citan la sencillez de la composición y el detallado lirismo de Urie como detractor. Precedido por el primer sencillo «The Ballad of Mona Lisa», el álbum debutó en la posición número siete del Billboard 200, vendiendo 56 000 copias en su primera semana. El disco produjo otros dos sencillos: «Ready to Go (Get Me Out of My Mind)» y «Let's Kill Tonight».

## Antecedentes
La creación del álbum se remonta a finales de abril de 2008, un mes después del lanzamiento de "Pretty. Odd.". El exguitarrista principal y compositor de la banda, Ryan Ross, le comentó a la revista británica NME que ellos tenían alrededor de nueve o diez canciones en ese momento, las cuales mantenían la misma dirección de Pretty. Odd.. En agosto del mismo año, una vez más la banda anunció que estaban escribiendo nueva música, en una entrevista con MTV News dijeron: «Fue prácticamente igual que en el último disco». El exbajista Jon Walker comentó: «No hemos parado de escribir canciones desde que dejamos de grabar Pretty. Odd., porque tenemos mucho sobre lo que escribir [...], esto suena "bastante impresionante", es probablemente a lo que llamaremos el próximo álbum». Walker dijo en dicho artículo que la banda se tomaría unas vacaciones, y después seguirían grabando el álbum. En junio de 2009, el cantante de la banda, Brendon Urie, reveló que la banda había estado aproximadamente medio año escribiendo canciones, también comentó que continuaban en el camino retro-pop experimentado en Pretty. Odd., él agregó: «Siempre hemos sido una banda pop. Siempre hemos sido fanes de la música pop, ya sean The Beatles, que es como el comienzo de la música pop, siempre hemos sido fanes de la música alegre y de las melodías pegadizas». El baterista Spencer Smith explicó: «Desde el último álbum nos mudamos a California, como manera de inspiración. También empezamos a surfear, así que posiblemente tengamos una onda The Beach Boys en este álbum».

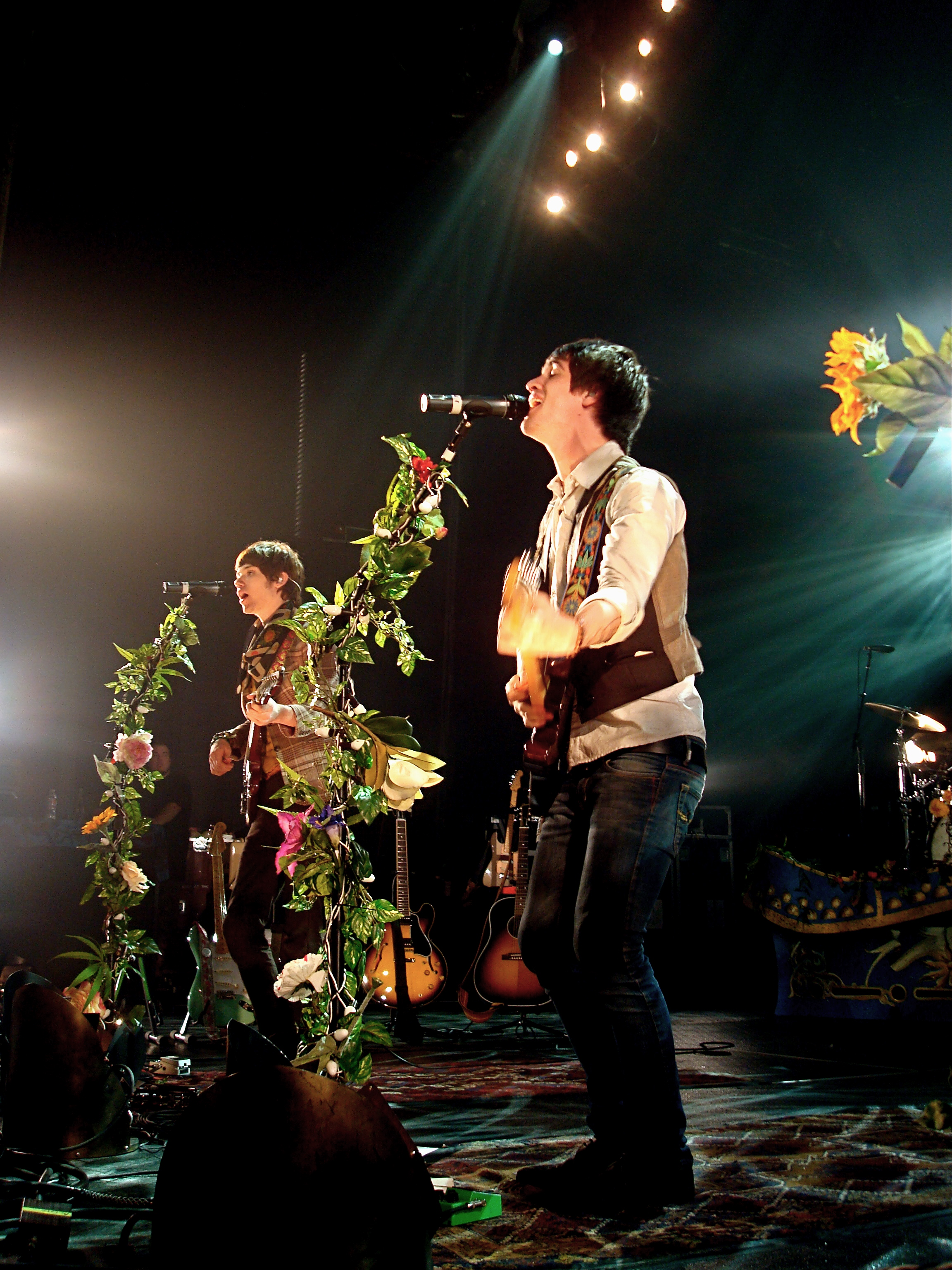
Ross y Urie en Houston en 2008.

El 6 de julio de 2009, Ryan Ross y Jon Walker anunciaron a través del sitio web oficial del grupo que ambos dejaban la banda. La declaración decía lo siguiente: "Ryan Ross y Jon Walker dejarán Panic at the Disco para embarcarse en una excursión musical propia. Aunque los cuatro hemos hecho música juntos en el pasado, hemos evolucionado creativamente en direcciones diferentes, lo que ha comprometido lo que cada uno de nosotros desea lograr personalmente. A lo largo de los años, hemos mantenido una relación cercana y honesta entre nosotros, lo que nos ha ayudado a comprender que nuestros objetivos son distintos y que separarnos es verdaderamente lo mejor para cada uno de nosotros". En una entrevista después de la separación, Ross explicó que planteó la idea a Smith a finales de junio de 2009 durante el almuerzo. Ross recordó: "Spencer y yo almorzamos y charlamos un rato, y luego surgió la gran pregunta, como, 'Bueno, ¿Qué quieres hacer?' y yo dije: 'Bueno, creo que sería mejor si cada uno hiciera su propio camino por un tiempo', y él dijo: 'Me alegra que hayas dicho eso, porque iba a decir lo mismo'". Ross dijo que la separación se debió en gran medida a diferencias creativas entre él y Urie. Urie quería que la banda explorara un sonido pop más pulido, mientras que Ross, y por extensión Walker, estaban interesados en crear rock de inspiración retro.
Las noticias afirmaban que tanto los planes de gira con Blink-182 en agosto de 2009 como la producción del nuevo álbum "continuarían según lo anunciado anteriormente", y el anuncio concluyó con un adelanto de una "sorpresa" que pronto vendría. Al día siguiente, Alternative Press rompió la noticia de que "New Perspective", la primera canción grabada sin Ross y Walker, se estrenaría al mes siguiente en la radio y formaría parte de la banda sonora de la película Jennifer's Body. "New Perspective" fue grabada en la primavera de 2009, cuando la banda acababa de mudarse a Topanga. Smith explicó que la canción estaba inspirada en las nuevas experiencias de la banda allí: "Estamos viviendo cerca del océano y surfeando todos los días, algo que nunca habíamos hecho antes. Intentamos plasmar eso en la canción, supongo". La banda volvió a incluir el signo de exclamación en su nombre unos días después de la partida de Ross y Walker.

## Grabación
El proceso de escritura y grabación de Vices & Virtues tomó mucho más tiempo de lo que la banda pretendía. La banda estaba "muy confundida" después de la separación de Ross y Walker, deseando en cambio irse de gira para entender mejor. Como se evidencia arriba, "Oh Glory" y "New Perspective" fueron grabadas en gran parte durante el verano de 2009 con el productor John Feldmann . "Estas canciones son solo Brendon y yo divirtiéndonos, porque eso es lo que queremos hacer", dijo Smith a MTV News. Poco después de la partida de Ross y Walker, Smith reveló que la banda estaba grabando: "Ahora estamos trabajando en un álbum que, con suerte, toma las mejores partes de nuestros dos discos... porque los amamos a ambos y estamos muy orgullosos". de ellos." Mientras estaba en la gira de reunión de Blink-182, Smith le mostró al cantante y bajista de Blink-182 , Mark Hoppus, varias demostraciones del álbum, con la esperanza de que produjera una canción o dos. Hoppus confirmó en agosto de 2009 que estaba comprometido a producir una pista "realmente fuerte" en el disco, así como otras posibles si se le permitía. Durante este tiempo, Urie dijo a los medios de comunicación que la banda tenía "alrededor de 10 canciones" listas para considerar para el tercer álbum de la banda. En las etapas iniciales, una canción con Rivers Cuomo de Weezer, a quien Urie describió más tarde como "super agradable", iba a aparecer en el nuevo álbum, pero la canción no está en la lista final de canciones. La banda inicialmente planeó grabar el álbum en el otoño de 2009, para ser lanzado a principios de 2010.
Sin embargo, la grabación no comenzó hasta abril de 2010. El productor de Pretty Odd, Rob Mathes era "como una familia" para Smith y Urie, lo que los inspiró a estar emocionados de grabar a pesar del comienzo inicial del dúo. Los animó a amar el trabajo que hacen, y ". . . Solo levántate de la cama por la mañana, no detestes las cosas que realmente amas hacer, porque te mantendrán deprimido", por lo que Urie recordó que la banda "debía mucho". Después de trabajar con los demos producidos durante el verano con Feldmann durante varios meses, el dúo decidió que no eran satisfactorios, por lo que la banda comenzó de nuevo con material nuevo. La mayor diferencia para la banda fue que ahora era la mitad de la banda anterior, con Urie y Smith escribiendo todo. El álbum fue producido por Feldmann y Butch Walker . Urie recordó que inicialmente estaban nerviosos por experimentar con nuevos productores, pero en cambio consideraron positivamente el aporte de Feldmann y Walker, considerando su ayuda como "Oye, este es tu disco, quiero ayudarte con tus ideas. Así que tú me traes las ideas y te ayudaremos a hacerlo. No quiero escribir nada para ti, este es tu disco, tiene que ser tu voz". La banda continuó trabajando con Feldmann durante cuatro meses a principios de 2010, y luego recurrió a Walker para finalizar y mejorar las canciones.
El 7 de mayo de 2010, la banda publicó un lote de fotos durante las sesiones de grabación de Vices & Virtues . Todas las guitarras y el bajo del álbum se completaron a principios de julio y, a finales de mes, Urie confirmó que la grabación del álbum estaba completa y que la mezcla seguiría pronto. Cerca del final del proceso de escritura, la banda miró hacia atrás en la letra y notó que "parte del movimiento suspiraba por algo, o parte era vanidad, o parte tocaba la subversión o el derrocamiento de alguien o la manipulación". Urie lo comparó con los siete pecados capitales y, después de investigar, se decidió por el título Vices & Virtues . "En el sentido bíblico, están todas esas cosas y luego está la moral por la que vivimos todos los días y el comportamiento humano", dijo Urie. "Supongo que este disco fue realmente un estudio sobre el comportamiento humano, principalmente para nosotros personalmente, lo que habíamos estado pasando y notando todo eso".

## Música
Musicalmente, Vices & Virtues ha sido descrito como pop rock, pop-punk, rock alternativo, emo pop, pop barroco, sintetizador -pop, pop, arena rock, y new wave . El álbum presenta una variedad de diferentes estilos musicales en sus pistas. Como testimonio de la cantidad de tiempo de producción, cada canción "suena diferente a la siguiente", según Urie. Al principio, la banda no tenía dirección para la música o las letras. Sin embargo, después de regresar al estudio y reiniciar la producción, la banda se entusiasmó por comenzar con una segunda oportunidad. “Hemos estado trabajando en la música durante aproximadamente un año y medio, así que creo que eso se suma en parte a por qué algunas de las canciones tienen estilos diferentes”, dijo Smith. "Parte de eso éramos nosotros, al principio, tratando de descubrir qué queríamos hacer, teníamos una nueva oportunidad con solo nosotros dos, y a medida que comprendíamos mejor qué era eso, simplemente se fue de ahí". El dúo eligió las mejores canciones de 30 escritas con el paso del tiempo. Urie dijo que la parte más emocionante del proceso de grabación fue ". . . Haces todo el trabajo, grabas la canción, la arreglas y luego puedes agregar las pequeñas cosas divertidas, pequeñas piezas de voces y conversaciones e instrumentos extraños que no habías usado antes". La experimentación musical de la banda se extendió hasta el uso de un iPad para grabar sintetizadores en el disco. La banda se puso a trabajar con la banda francesa The Plastiscines y un coro de niños en la canción "Nearly Witches (Ever Since We Met. . . )"
La mayoría del material anterior de la banda fue escrito por el ex guitarrista Ryan Ross. Para Vices & Virtues, Urie tuvo que "dar un paso adelante y tomar las riendas líricamente", lo que consideró que no tenía mucha experiencia previa. La mayor inspiración para el lirismo fue mantenerse ocupado y salir, en lugar de encerrarse y escribir. Urie ha considerado la letra como muy honesta y directa, así como muy fantástica con elementos narrativos. Urie explicó: "Estábamos tan acomplejados por todo, hiperconscientes de lo que estábamos haciendo, que cuando estamos escribiendo digo: 'Está bien, no quiero que esto sea ' Mandy ' de Barry Manilow ". pero quiero que sea tan romántico y lindo. . .' Hay mucho de eso peleando dentro de ti. Pero terminó siendo genial, y me alegro de que hayamos podido descubrir sobre qué queríamos escribir". La letra también refleja la confusión tras la salida de Ross y Walker. Las sesiones con Feldmann en el estudio de su casa lo llevaron a experimentar con nuevos sonidos. "Realmente amamos a Paul Simon y empezamos a usar marimbas e instrumentos de cuerda", explica Urie. "Terminamos comprando algunos sintetizadores y jugando con ellos. Eran dos niños en una tienda de golosinas... y escuchábamos The Suburbs de Arcade Fire en repetición para mí en el pasado... bueno, desde que salió [risas]".
" The Ballad of Mona Lisa " ha sido descrita por Alternative Press como "[que tiene] la energía pop optimista de A Fever You Can't Sweat Out, con el enfoque y la claridad de Pretty". Extraño. " Urie ha explicado que él y Smith deseaban lograr un sonido más parecido al primero: "Nos perdimos un par de cosas de nuestro primer disco en términos de sonido, con estos pequeños instrumentos que realmente no habíamos usado en nuestro segundo disco. . Había muchos instrumentos orgánicos y no mucha electrónica o sintetizadores. Así que queríamos volver a algo de eso". Smith estuvo de acuerdo y dijo: "Creo que hay cosas del primer álbum de las que nos escapamos en el segundo disco que disfrutarán las personas que eran fanáticos del primero". "The Calendar", escrito originalmente sobre una relación íntima entre un hombre y una mujer, pronto comenzó a parecerse a las amistades de los ex miembros Ross y Walker; la canción se terminó como respuesta directa a su salida del grupo. "Sarah Smiles" fue escrita para la esposa de Urie. "'Sarah Smiles' es sobre mi novia, en realidad, tan cursi como eso", le dijo a Spin en 2011. "Cuando la conocí escribí esta canción para tratar de impresionarla. Estaba enamorado de ella. La toqué para ella y hemos estado saliendo desde entonces. Ese fue un gran paso para mí, personalmente". "Casi brujas (desde que nos conocimos...)" fue rechazada para su inclusión en Pretty. Extraño. por no encajar dentro del concepto del álbum; Urie y Smith terminaron la canción de Vices & Virtues .

## Promoción
El título del álbum y otra información inicial se anunciaron en Alternative Press en su edición de diciembre de 2010: fijó el lanzamiento del álbum en marzo de 2011, "con el primer sencillo titulado tentativamente 'Mona Lisa' que saldrá en enero de 2011". La banda hizo una sesión de fotos promocional de Vices & Virtues con el diseñador Anthony Franco el 8 de enero de 2011. El 18 de enero, la banda reveló a través de una publicación en su sitio web que el disco se lanzaría el 29 de marzo de 2011, y el 25 de enero se reveló la portada. Un video detrás de escena de la sesión de fotos reveló que Dallon Weekes, un único miembro de gira en ese momento, apareció en la portada del álbum, enmascarado y de pie en el fondo detrás de Smith y Urie. El 15 de febrero de 2011, respondiendo a la ansiosa demanda del público, la banda adelantó la fecha de lanzamiento de Vices & Virtues al 22 de marzo. El primer sencillo " The Ballad of Mona Lisa " fue lanzado el 1 de febrero de 2011. El video musical del sencillo se lanzó el 8 de febrero de 2011 y entró en una gran rotación en MTV Networks . El sencillo recibió críticas positivas, muchos notaron la similitud en el sonido con A Fever You Can't Sweat Out .
La edición de lujo del álbum incluye la demostración "Oh Glory", que se lanzó inicialmente a través del sitio web oficial de la banda en julio de 2009 como una muestra de 30 segundos. como bastante Extraño., Vices & Virtues recibió una gran popularidad a través de las tiendas de música en línea; en febrero de 2011, el disco ya estaba entre los cinco primeros en general en la lista de "Álbumes principales". La promoción de Vices & Virtues incluyó una aparición en Conan una semana después del lanzamiento del disco el 28 de marzo, y Lopez Tonight una semana después, el 4 de abril de 2011.
En la promoción del disco, Smith y Urie filmaron un cortometraje para acompañar el álbum, titulado The Overture . Dirigida por Shane Drake, la película se estrenó el 9 de marzo de 2011 y contiene varios fragmentos musicales del disco. La minipelícula de casi siete minutos presenta a Urie y Smith con una veintena de actores que van desde gemelos idénticos hasta una pareja de personas pequeñas . La película está llena de simbolismo con respecto a la partida de Ross y Walker, y el proceso de seguir adelante sin ellos. En marzo de 2011, la banda comenzó a transmitir el álbum en su totalidad (con la excepción de las pistas adicionales) desde Panic! en la página de Facebook de Disco, junto con un video introductorio adjunto de Urie y Smith.

### Vices & Virtues tour
En el apoyo del álbum, Panic! At The Disco ha anunciado múltiples giras. Adoptado hasta el momento "An Intimate Evening with Panic! at the Disco", la gira comenzó en febrero de 2011 con una breve gira por Norteamérica. Una serie de conciertos en Europa ha sido anunciado para abril-mayo de 2011. Panic! at the Disco anunció las fechas de gira para América del Norte el 14 de marzo de 2011 y van a empezar en mayo de 2011. Continuando con el tema del álbum de volver a sus raíces, la gira los lleva de vuelta a los escenarios pequeños que tocaron por primera vez durante su tour de A Fever You Can't Sweat Out.

## Recepción comercial
Vices & Virtues fue lanzado el martes 22 de marzo de 2011 en los Estados Unidos, Brasil y Canadá, así como varias otras fechas para otros países. El disco debutó en el número siete en la lista Billboard 200, con ventas en la primera semana de 56 000 copias en los Estados Unidos. Esto está en marcado contraste con los anteriores esfuerzos del grupo, Pretty. Odd., que debutó con la atención comercial underwhelming en 2008 con ventas en la primera semana de 139 000. El álbum también llegó al número dos en Alternative Albums y número cinco en el ranking de álbumes digitales.

## Recepción
Vices & Virtues, ha adquirido revisiones generalmente positivas, en el sitio web Metacritic ha obtenido un puntaje de 61/100 basado en 14 críticas. BBC Music comento sobre el álbum y dijo que "Al parecer, el emo ya no es una sub-cultura de mal humor, como uno no puede evitar sonreír cuando un álbum es tan brillantemente rimbombante." PopMatters le dio una calificación de 7/10 y comentó que "La salida de los ex-miembros se nota, pero Vices & Virtues sigue siendo un álbum convincente, edificante y un viaje entretenido.". William Goodman crítico de Spin dijo "La competencia es dura para el dramaturgo emo más reconocido - Gerard Way - Jared Leto - Pero Panic! at the Disco, el cantante Brendon Urie podría tomar el pacto de oro. También elogio la experimentación musical.".Kerrang! también comentó que "Con Vices & Virtues Panic! at the Disco ha hecho un álbum que le podría gustar a tus abuelos. Eso no quiere decir que hagan mala música, pero si dice que hicieron un álbum que no es de rock.".
Jody Rosen de la revista Rolling Stone estuvo de acuerdo con Goodman y también se centró en la opinión positiva sobre el régimen del álbum, recomendando "Nearly Witches" y llamando al álbum "emo retropop" comentando "es lo más cercano que han llegado al género emo." Entertainment Weekly de acuerdo con estos sentimientos, le dio al álbum una B- y la recomendación de "The Ballad of Mona Lisa" y la armonía empapada de "Sarah Smiles." Del lado de las malas críticas esta No Ripcord "El álbum representa exactamente el tipo de monotonía sin inspiración de la cultura americana de indie rock que ha surgido a raíz de la talla de My Chemical Romance y Fall Out Boy."

## Lista de canciones
Todas las canciones fueron escritas y compuestas por Brendon Urie, Spencer Smith y John Feldmann, excepto cuando se indique lo contrario. Ryan Ross escribió la parte de Nearly Witches (Ever Since We Met...) "Here I am, composing a burlesque"

| N.º   | Título                                  | Duración |  |
| 1.    | «The Ballad of Mona Lisa»               | 3:47     |  |
| 2.    | «Let's Kill Tonight»                    | 3:34     |  |
| 3.    | «Hurricane»                             | 4:25     |  |
| 4.    | «Memories»                              | 3:26     |  |
| 5.    | «Trade Mistakes»                        | 3:36     |  |
| 6.    | «Ready to Go (Get Me Out of My Mind)»   | 3:37     |  |
| 7.    | «Always»                                | 2:34     |  |
| 8.    | «The Calendar»                          | 4:43     |  |
| 9.    | «Sarah Smiles»                          | 3:33     |  |
| 10.   | «Nearly Witches (Ever Since We Met...)» | 4:17     |  |
| 37:27 |                                         |          |  |

| Shockhound bonus track |                     |          |  |
| N.º                    | Título              | Duración |  |
| 11.                    | «Kaleidoscope Eyes» | 3:20     |  |

| Deluxe edition bonus tracks |                       |          |  |
| N.º                         | Título                | Duración |  |
| 11.                         | «Stall Me»            | 3:10     |  |
| 12.                         | «Oh Glory» (demo)     | 3:03     |  |
| 13.                         | «I Wanna Be Free»     | 2:45     |  |
| 14.                         | «Turn off the Lights» | 4:00     |  |

| iTunes Deluxe edition bonus tracks |                                           |          |  |
| N.º                                | Título                                    | Duración |  |
| 11.                                | «Stall Me»                                | 3:10     |  |
| 12.                                | «Oh Glory» (demo)                         | 3:03     |  |
| 13.                                | «The Ballad of Mona Lisa» (vídeo musical) | 3:34     |  |

| iTunes Deluxe pre-order edition bonus track |               |          |  |
| N.º                                         | Título        | Duración |  |
| 14.                                         | «Bittersweet» | 3:34     |  |

## Listas musicales
| Lista (2011)                    | Posición |
| ------------------------------- | -------- |
| Australian Albums Chart         | 6        |
| Austrian Albums Chart           | 51       |
| Belgian Albums Chart (Flanders) | 71       |
| Canadian Albums Chart           | 17       |
| Japón Albums Chart              | 46       |
| Dutch Albums Chart              | 76       |
| México Albums                   | 59       |
| New Zealand Albums Chart        | 21       |
| Swiss Albums Chart              | 90       |
| Albums Chart                    | 29       |
| Rock Albums                     | 2        |
| Billboard 200                   | 7        |
| Rock Albums                     | 2        |
| Alternative Albums              | 2        |
| Digital Albums                  | 5        |
| Tastemaker Albums Chart         | 17       |

## Personal
| Panic! at the Disco - Brendon Urie – Voz, piano, guitarra líder y rítmica, bajo, teclado, sintetizador, programación, acordeón, órgano - Spencer Smith – batería, cabasa, marimba, pandereta, shaker, vibráfono, vibraslap, xilófono, coros Músicos adicionales - Mike Bolger – Trompeta, acordeón - Plastiscines – Coros en "Nearly Witches (Ever Since We Met)" - The West Los Angeles Children's Choir – Coros en "Nearly Witches (Ever Since We Met)" - Pete Wentz - Compositor - Ryan Ross – Compositor en "Nearly Witches (Ever Since We Met)" Producción - Butch Walker – Productor, ingeniero, guitarra, programación, coros, compositor - John Feldmann – Ingeniero, productor, programación, compositor - Claudias Mittendorfer – Mezcla | - Rich Costey – Mezcla - Pete Lyman – Masterización - Matt Appleton – ingeniero - Fred Archembaunt – ingeniero - Brandon Paddock – ingeniero - Erik Ron – ingeniero - Jake Sinclair – ingeniero - Joe Napolitano – Edición - Jonathan Allen – ingeniero - Colette Barber – Gerente del estudio - Rob Mathes – conductor, arreglos de cuerda - Dallon Weekes - Arte conceptual - Brian Ranney – Producción de paquete - Anthony Franco – Estilista - Jennifer Tzar – fotografía |